# Pierre-Marie-Etienne-Gustave Ardin

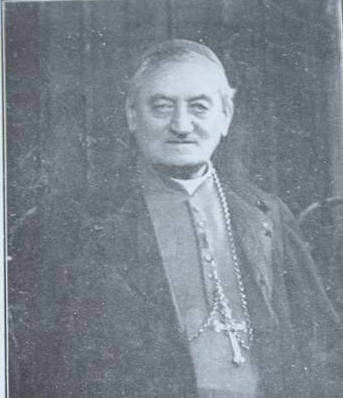
Bischof Etienne Ardin

Pierre-Marie-Etienne-Gustave Ardin (* 26. Dezember 1840 in Clairvaux-les-Lacs, Département Jura; † 21. November 1911 in Sens) war ein französischer römisch-katholischer Geistlicher und Erzbischof von Sens.

## Leben
Er war der Sohn des Papierfabrikanten Jean-Marie-Adolphe Ardin und dessen Frau Herminie Roy. Seine Schulbildung erhielt er am Kleinen Seminar von Nozeray im französischen Jura, danach trat er in das Große Seminar von Versailles ein. Die Priesterweihe empfing er am 21. Mai 1864. Er war Kaplan des Schlosses von Versailles und verdankte den dadurch gewachsenen Beziehungen in die politischen Kreise Frankreichs seine Erhebung zum Bischof.
Im Februar 1880 wurde er zum Bischof von Oran ernannt. Die Bischofsweihe spendete ihm am 1. Mai 1880 in der Schlosskapelle von Versailles Théodore Legain, Bischof von Montauban; Mitkonsekratoren waren Louis-Joseph-Marie-Ange Vigne, Bischof von Digne, und Pierre-Antoine-Paul Goux, Bischof von Versailles. Er wurde am 27. März 1884 auf den Bischofssitz von La Rochelle transferiert. Am 11. Juli 1892 wurde er zum Erzbischof von Sens(-Auxerre) erhoben.

## Wirken
Ungeachtet seiner grundsätzlich republikanischen Einstellung geriet er mit der sich damals verstärkenden antiklerikalen Politik Frankreichs in Konflikt. Er unterstützte die Annäherungspolitik von Leo XIII., wie sie in dessen Enzyklika Au milieu des sollicitudes zum Ausdruck kam.